# ووردبريس
ووردبريس (بالإنجليزية: WordPress) هو نظام إدارة محتوى إلكتروني مفتوح المصدر، مبنيّ بلغة بي إتش بي وقواعد بيانات ماي إس كيو إل، تُوزّعه شركة أوتوماتيك تحت رخصة جنو العمومية الإصدار رقم 2 أو أعلى؛ ويساهم في تطويره مجموعة من المطورين المتطوعين. تتيح الوظائف التي يتوفّر عليها ووردبريس إدارة أيّ موقع ويب خصوصًا المدونات.
تشير الإحصاءات إلى أن ووردبريس يشغّل حوالي 33% من مواقع الويب.
تحمل أول نسخة من ووردبريس، التي أُعلن عنها في مايو 2003، رقم الإصدار 0.70؛ وكانت من تطوير مات مولينغ ، ومايك ليتل. والآن الإصدار الأخير 6.8.

## نظرة عامة

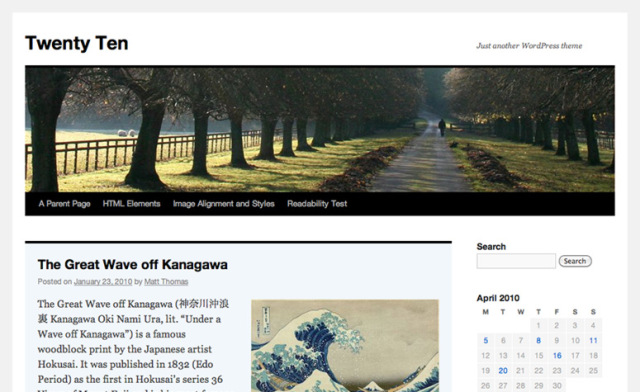
مثال لصفحة على ووردبريس

يستخدم ووردبريس نظام قوالب يعتمد على (معالج القالب) وحديثا أصبح وردبريس يستعمل نظام واجهة برمجة التطبيقات حيث أصبح بالأمكان إستخدام ووردبريس كتطبيق خلفي وربطه بتطبيقات مختلفة أمامية.

### القوالب
يتيح ووردبريس لمستخدميه تثبيت القوالب (Themes) أو التبديل بينها بسهولة، بهدف تغيير المظهر الخارجي للموقع دون التأثير على المحتوى. تُعد القوالب جزءًا أساسيًا في بنية ووردبريس، إذ يتطلب كل موقع قالب واحد على الأقل ليعمل بشكل صحيح. يجب أن تكون القوالب مُصممة وفقًا لمعايير الويب القياسية لضمان التوافق والأداء. يُطوَّر ووردبريس باستخدام لغة PHP، إلى جانب HTML وCSS لتصميم الواجهات وتنسيق الصفحات. يمكن للمستخدمين تثبيت القوالب مباشرةً من خلال مكتبة القوالب المدمجة في لوحة التحكم، أو رفعها يدويًا باستخدام بروتوكول نقل الملفات (FTP)..
يمكن تحرير أكواد القالب المكتوبة بلغات PHP وHTML وCSS بسهولة داخل ووردبريس، سواء من خلال محرر القوالب المدمج أو باستخدام أدوات تطوير أكثر تقدمًا. تنقسم قوالب ووردبريس عادةً إلى فئتين رئيسيتين: قوالب مجانية، وقوالب مدفوعة (احترافية) تحتوي على مزايا إضافية وخيارات تخصيص أوسع. تتوفر القوالب المجانية بشكل أساسي عبر مستودع ووردبريس الرسمي (WordPress.org)، وتخضع لمراجعة دقيقة من فريق مختص لضمان الجودة والأمان. أما القوالب المدفوعة فتُعرض للبيع عبر مواقع تجارية متخصصة أو عبر مطوري القوالب بشكل مباشر. يمكن للمستخدمين ذوي الخبرة البرمجية تطوير قوالبهم الخاصة حسب الحاجة، في حين يُنصح المستخدمون المبتدئون بالاعتماد على القوالب المجانية الجاهزة المتوفرة، والتي تُعد كافية للعديد من أنواع المواقع.

### الإضافات
لتوسيع وظائف نظام ووردبريس وتخصيصه بما يتناسب مع احتياجات المستخدمين. تتيح هذه الإضافات إضافة ميزات جديدة للموقع دون الحاجة إلى تعديل جوهري في بنية النظام الأساسية. تشمل الاستخدامات الشائعة للإضافات تحسين محركات البحث (SEO)، إنشاء بوابات دخول مخصصة للمستخدمين المسجّلين (Logged-in Users)، إدارة المتاجر الإلكترونية، التكامل مع وسائل الدفع، إنشاء النماذج، وتحسين أداء الموقع بشكل عام. يمكن تثبيت الإضافات بسهولة من خلال مكتبة الإضافات المتوفرة في لوحة تحكم ووردبريس، أو رفعها يدويًا عبر بروتوكول نقل الملفات (FTP). يوفّر مستودع WordPress.org آلاف الإضافات المجانية، كما تتوفر إضافات مدفوعة عبر منصات تطوير تجارية أو من مواقع المطورين مباشرةً. تُستخدم الإضافات أيضًا لعرض عناصر مرئية وتفاعلية ضمن واجهة الموقع، مثل الويدجت (Widgets) وأشرطة التنقل (Navigation Bars)، مما يساهم في تحسين تجربة المستخدم وتنظيم المحتوى بشكل مرن. ومع ذلك، لا تعمل جميع الإضافات دائمًا بشكل صحيح مع كل إصدار من ووردبريس؛ فقد يؤدي تحديث النظام إلى تعارض مع إضافات لم يقم مطوروها بتحديثها بعد. ولهذا السبب، يُوصى دائمًا بالتحقق من توافق الإضافة مع الإصدار الحالي من ووردبريس قبل تثبيتها. يوضح مستودع الإضافات الرسمي على موقع WordPress.org معلومات واضحة حول آخر تحديث للإضافة، وتوافقها مع الإصدارات الحديثة من النظام، كما يُدرج تنبيهات في حال كانت الإضافة قديمة أو لم تُحدَّث منذ فترة طويلة.

### الميزات الأخرى
من الميزات الأخرى إدارة الإرتباطات المتكاملة Integrated links ومحرك البحث وديا search engine وبنية واضحة للإرتباطات الدائمة Permanent link أو بإختصار Permalinks والقدرة على خصخصة العديد من التصنيفات للمقال الواحد ودعم الوسوم للمقالات. الووردبريس لا يتطلب معرفه بلغات البرمجة مثل HTML، أيضًا تستخدم 90% من المدونات الـ ووردبريس لإدارة مواقعهم ومدوناتهم.

## نبذة تاريخية
سلف ووردبريس كان برنامج بي 2 \ كفي لوج (b2/cafelog)، وكان التخمين المقدر له تواجده على 2000 مدونة في مايو سنة 2003، وقد كتب بلغة بي إتش بي للإستخدام مع قواعد بيانات ماي إس كيو إل بواسطة ميشال فلدرجي (Michel Valdrighi) وهو الآن مطور مساهم في منظمة ووردبريس.
ومع أن وردبريس خير خلف فيوجد خلفاء آخرين مثل بي 2 إفيليوشن [الإنجليزية] (b2evolution).

## الخصائص والمميزات
- نظام القوالب: حيث يمكنك تغيير التصميم بسهولة وابتداءً من الإصدار 3.4 تم دعم تعديل القالب والمعاينة بشكل حي ومباشر.[16]
- إدارة متكاملة للنظام: توفر لوحة تحكم لإدارة النظام بشكل متكامل.
- روابط صديقة لمحركات البحث.
- تدعم الإضافات Plugins، وهي أحد أهم الميزات التي تتمع بها الووردبريس وتضم أكثر من 30 ألف إضافة.[17]
- إمكانية إنشاء التصنيفات بشكل شجري (متداخل).
- التنبيهات والتعقيبات: تنبهيك في حال تم ربط موضوع مع موقع آخر.
- إمكانية إنشاء صفحات ثابتة.
- إمكانية مشاركة الكتابة مع عدد من الأشخاص.
- إنشاء قائمة بالزوار الذين كتبوا تعليقات في المدونة.
- يمكن إيقاف بروتوكول إنترنت محدد من كتابة أي تعليق.
- دعم للوسوم (Tags).
- إمكانية إنشاء مربعات في القائمة الجانبية بسهولة.
- تطبيقات خاصة لأنظمة الجوالات والأجهزة اللوحية.
- تقديم المحرر الجديد Gutenberg مع إنطلاقة الإصدار 5.0

### التدوين المتعدد
يمكن لووردبريس تقديم خدمة المدونات المتعددة أو شبكة المدونات، كانت تسمى هذه الميزة بووردبريس ملتي يوزر (باللاتينية Wordpress MU) قبل أن يُنبذ استعمال هذه التسمية عندما أصبحت الميزة مدمجة في النسخة الرسمية بدأً من الإصدار 3.0 
وأصبح بإمكان المستخدم إنشاء أكثر من مدونة على موقع واحد وعلى نفس قاعدة البيانات وعلى نطاق فرعي أو في مجلد فرعي، وهذا من أشهر الحلول التي يستعملها من يريد إنشاء استضافة مدونات خاصة وتقديمها كخدمة، ويمكن مراقبة المدونات والتعديل بمحتواها بحرية تامة للمدير من لوحة تحكم واحدة.

## الإصدارات
معظم إصدارات الووردبريس يكون اسمها الرمزي هو اسم عازف جاز معروف، ابتداء من الإصدار رقم 1.0.
| رقم الإصدار | الاسم الرمزي            | تاريخ الإصدار        | ملاحظات |
| ----------- | ----------------------- | -------------------- | --- |
| 0.70        | لا يوجد                 | 27 أيار 2003         | اصدار تجريبي |
| 1.0         | مايلز ديفيس             | 3 يناير 2004         | أول اصدار 1.0 |
| 1.2         | شارليس مينغوس           | 22 أيار 2004         | - |
| 1.5         | Strayhorn               | 17 شباط 2005         | - |
| 2.0         | ديوك إلينغتون Duke      | 31 كانون أول 2005    | - |
| 2.1         | Ella                    | 22 كانون ثاني 2007   | - |
| 2.2         | Getz                    | 16 أيار 2007         | - |
| 2.3         | ديكستر غوردون           | 24 أيلول 2007        | - |
| 2.4         | لا يوجد                 | لا يوجد              | - |
| 2.5         | Brecker                 | 29 أذار 2008         | - |
| 2.6         | Tyner                   | 15 تموز 2008         | - |
| 2.7         | Coltrane                | 11 كانون أول 2008    | - |
| 2.8         | Baker                   | 10 حزيران 2009       | - |
| 2.9         | Carmen                  | 19 كانون أول 2009    | - |
| 3.0         | ثالونيوس منك            | 17 حزيران 2010       | - |
| 3.1         | جانغو راينهارت          | 23 شباط 2011         | - |
| 3.2         | Gershwin                | 4 تموز 2011          | - |
| 3.3         | Sonny                   | 12 كانون أول 2011    | تم التركيز على جعل ووردبريس أسهل للمبتدئين ولمستخدمي الأجهزة اللوحية. |
| 3.4         | غرانت غرين              | 13 حزيران 2012       | تم التركيز على تخصيص القالب والتكامل مع تويتر وبعض التغيرات البسيطة. |
| 3.5         | إلفين جونز              | 11 ديسمبر 2012       | دعم شاشات ريتينا، ملتقط الألوان، إضافة قالب جديد اسمه 2012، تحسين التعامل مع الوسائط. |
| 3.6         | Oscar                   | 2 سبتمبر 2013        | - |
| 3.7         | كاونت بيسي ‏             | 24 أكتوبر 2013       | تركيب تحديثات الصيانة والتحديثات الأمنية وتحديث ملفات الترجمة في الخلفية، مقياس أقوى لكلمة المرور، تحسين محرك البحث. |
| 3.8         | Parker                  | 12 ديسمبر 2013       | تحسين واجهة لوحة التحكم؛ تصميم يدعم أجهزة الهاتف المحمول؛ استخدام خطوط Open Sans؛ إدارة أنظمة الألوان؛ إعادة تصميم إدارة القوالب؛ القالب الإفتراضي هو قالب مجلة جديد اسمه Twenty Fourteen. |
| 3.9         | جيمي سميث (عازف الأرغن) | 16 أبريل 2014        | تحسين المحرر المرئي، تحسين التعامل مع الصور |
| 4.0         | Benny                   | 4 سبتمبر 2014        | أسلوب جديد في إدارة الوسائط وتحسين التعامل مع المُدرَجات. |
| 4.1         | دينا واشنطن             | 18 ديسمبر 2014       | نمط الكتابة بدون إلهاء، تسجيل الخروج من أي مكان، توصيات الإضافات، تضمين فاين Vine، إضافة قالب Twenty Fifteen الجديد والذي يستخدم خطوط نوتو. |
| 4.1.1       | دينا واشنطن             | 18 فبراير 2015       | إصلاح 21 خطأ في الإصدار 4.1. |
| 4.1.2       | دينا واشنطن             | 21 أبريل 2015        | إصلاح 4 أخطاء أمنية. |
| 4.2         | بود باول                | 23 أبريل 2015        | رموز تعبيرية جديدة |
| 4.2.1       | بود باول                | 27 أبريل 2015        | إصلاح ثغرة أمنية في الأصدار 4.2 وما قبله. |
| 4.2.2       | بود باول                | 7 مايو 2015          | إصلاح بعض المشاكل الأمنية وأصلحت 13 خطأ. |
| 4.3         | Billie                  | 18 أغسطس 2015        | التركيز على تجربة استخدام الجوال وتحسين تخصيص الموقع واقتراحات كلمات المرور. |
| 4.4         | Clifford                | 8 ديسمبر 2015        | قالب جديد تحت اسم Twenty Sixteen - تحسين الصور لتتاسب مع الأجهزة المختلفة - إضافة العديد من خدمات إضافات الوسائط داخل التدوينة. |
| 4.4.1       | Clifford                | 6 يناير 2016         | عالجت بعض المشاكل الأمنية وأصلحت 52 خطأ. |
| 4.5         | Coleman                 | 12 إبريل 2016        | - تحسينات في التحرير (ظهور أيقونة الرابط فور تحديد نصّ، اختصارات جديدة لتنسيق النصّ). - تحسين إدارة التعليقات. - المعاينة المباشرة للتصميم المتجاوب. - شعارات مخصّصة. - التقليل من حجم الصّور المولَّدة بفقد محدود للجودة. |
| 4.6         | Peper                   | 16 أغسطس 2016        | - تحديثات انسيابية - خطوط محلية - تحسينات على المُحرر: الفحص التلقائي للتأكد من الروابط، استعادة المحتوى. - الترجمات عند الطلب |
| 4.7         | Vaughan                 | 6 ديسمبر 2016        | - إدراج نقاط نهاية للمحتوى Content endpoints في واجهة التطبيقات البرمجيّة API - قالب جديد باسم Twenty Seventeen - تعديلات على مخطّط المحرّر - ميزات جديدة في قائمة التخصيص: إضافة فيديو في الترويسة، اختصارات أمام الأجزاء القابلة للتحرير في الصفحات، إمكانيّة إنشاء صفحة أثناء إنشاء قائمة وأنماط CSS مخصّصة. - محتوى مبدئي يمكن استخدامه لتجربة العرض القوالب. |
| 4.8         | Evans                   | 8 حزيران 2017        | - |
| 4.9         | Tipton                  | 15 تشرين الثاني 2017 | - |
| 5.0         | Bebo                    | 6 كانون الأول 2018   | - تقديم محرر Gutenberg الجديد - البناء باستخدام المكوّنات - قالب افتراضي جديد Twenty Nineteen |
| 5.1         | Betty                   | 21 شباط 2019         | - تقديم ميزة التحقق من صحّة الموقع: للمساعدة في كشف مشاكل إعدادات التكوين الشائعة Debug - الحماية من أخطاء PHP: هذا التحديث الذي يركّز على لوحة تحكّم المسؤول، يتيح لك إصلاح الأخطاء الفادحة أو إدارتها بأمان - بناء وتحديث مكتبات JavaScript |
| 5.2         | Jaco                    | 7 أيار 2019          | - |
| 5.3         | Kirk                    | 12 نوفمبر 2019       | - تحسينات لمحرِّر المكوّنات، ومرونة تصميم موسّعة. - تقديم قالب Twenty Twenty - تحسينات من أجل الجميع: دوران الصورة التلقائي، التحقق من صحّة الموقع، التحقّق من البريد الإلكتروني للمدير - للمطوّرين: إصلاح مكونات التاريخ/الوقت، التوافق مع PHP 7.4 |
| 5.4         | Adderley                | 31 مارس 2020         | |
| 5.5         | Eckstine                | 31 أغسطس 2020        | |
| 5.6         | نينا سيمون              | 08 ديسمبر 2020       | |
| 5.7         | إسبيرانزا سبالدنغ       | 09 مارس 2021         | |
| 5.8         | أرت تاتوم               | 20 يونيو 2021        | |
| 5.9         |                         | 25 يناير 2022        | |
| 6.0         | Arturo                  | 24 أيار2022          | - تحسينات الكتابة في المحرر جوتنبرج. - تنويعات أنماط متعددة وخيارات قالب موسعة، أنماط متكاملة، أدوات تصميم إضافية. - اختيار كتل متعددة من عرض القائمة، قفل الكتلة، تحسينات متنوعة في الأداء وإمكانية الوصول. |

## إحصاءات
حسب إحصائيات أليكسا إنترنت فإن 14.7% من أفضل مليون موقع يستخدم ووردبريس، كما أن 33% من المواقع الجديدة تستخدم ووردبريس.

## وصلات خارجية
- الموقع الرسمي
- ووردبريس على موقع Open Hub (الإنجليزية)
- ووردبريس على موقع Free Software Directory (الإنجليزية)
- ووردبريس على موقع Framasoft (الفرنسية)